# Słobity
 Słobity  è un villaggio facente parte del comune rurale polacco di Wilczęta nel distretto di Braniewo, nel voivodato della Varmia-Masuria.
Il luogo si chiamava Slobita, Slobithe, Slobuthe e Schlobitten. Erano nomi di origine prussiana. Pietro a Dohna (1483-1553) ha ricevuto nel 1525 il luogo, che rimaneva fino 1945 nelle mani della famiglia di Dohna-Schlobitten, una importante famiglia di nobiltà tedesca.
La stazione di Słobity si trova sulla linea ferroviaria Malbork-Braniewo ed è l'inizio della ferrovia Słobity (in tedesco: Schlobitten)-Sątopy-Samulewo (in tedesco: Bischdorf-Rößel).
Nel 2004 contava 549 abitanti.
Nel villaggio si trovano le rovine del Palazzo Schlobitten, residenza di Alessandro di Dohna-Schlobitten costruito dal 1621 al 1624 e bruciato nel 1945.

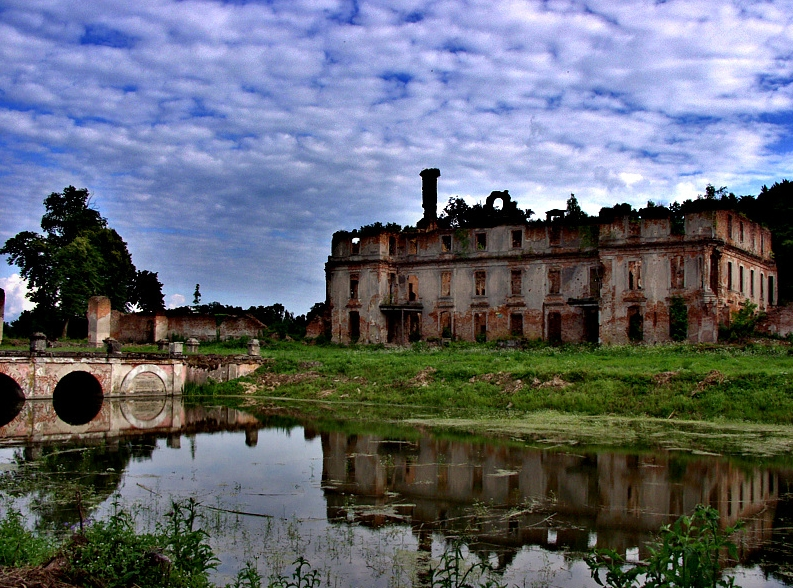
Palace Dohna-Schlobitten (2009)